# 김정두 (1918년)
김정두(金正斗, 1918년 8월 2일~1985년 4월 5일)는 대한민국의 법조 겸 정치인이다. 제8대 국회의원을 지냈다.

## 학력
- 경성제일고등보통학교 졸업
- 일본 메이지대학 법학과 졸업

## 경력
- 대구지방법원 판사 및 부장판사
- 대구고등법원 판사 및 부장판사
- 서울고등법원 부장판사
- 자유당
- 신민당
- 민권당

## 역대 선거 결과
|  | 9.51% |

|  | 54.92% |

|  | 22.51% |